# Pacha

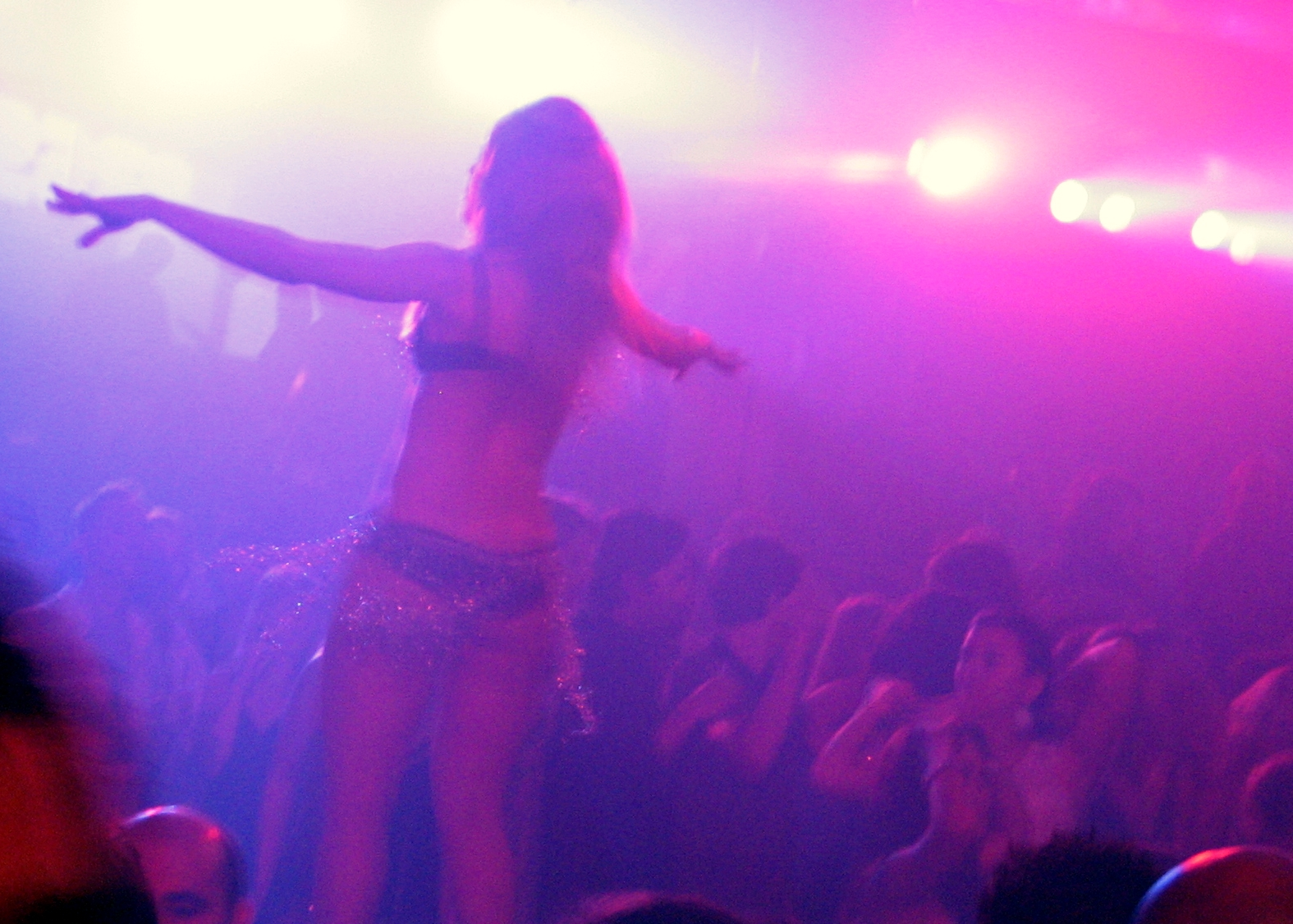
Feest in Pacha, Ibiza

De Pacha Group is een franchiseketen van discotheken over de gehele wereld, met het hoofdkantoor in Ibiza. De eerste Pacha werd geopend in 1967 in Sitges, nabij Barcelona. Binnen enkele decennia is de groep uitgegroeid tot een keten van bijna 20 clubs, met vestigingen in onder meer Madrid, Salou, Florida en Londen. De bekendste club van de keten is gevestigd op Ibiza.
Naast het beheren van de clubs organiseert Pacha ook festivals in de buitenlucht, bijvoorbeeld Amsterdam-Zuidoost in het ArenAPark.